# Liste der Studentenverbindungen in Passau
Die Liste der Studentenverbindungen in Passau verzeichnet die aktiven, suspendierten und erloschenen Studentenverbindungen in Passau, die unterschiedlichen Korporationsverbänden angehören oder verbandsfrei sind.

## Aktive Verbindungen
Die Sortierung erfolgt nach dem Gründungsdatum.
|  |
|  |
|  |
|  |
|  |

|  |
|  |
|  |
|  |
|  |

|  |
|  |
|  |
|  |
|  |

|  |
|  |
|  |
|  |

|  |
|  |
|  |
|  |

|  |
|  |
|  |
|  |
|  |

|  |
|  |
|  |
|  |

|  |
|  |
|  |

|  |
|  |

f.f. = farbenführend, wenn nicht angegeben, dann farbentragend

## Inaktive und erloschene Verbindungen
Die Sortierung erfolgt nach dem Gründungsdatum.

### Studentenverbindungen
|  |
|  |
|  |
|  |
|  |

|  |
|  |
|  |
|  |
|  |

|  |
|  |
|  |
|  |
|  |

|  |
|  |
|  |
|  |
|  |

|  |
|  |
|  |
|  |
|  |

|  |
|  |
|  |
|  |
|  |

|  |
|  |
|  |
|  |
|  |

### Schülerverbindungen
| Name                                        | Gründung       | Farben                           | Fuchsenfarben | Wappen | Zirkel | Verband | Fechtfrage       | Mitglieder | Anmerkungen                                                                                             |
| ------------------------------------------- | -------------- | -------------------------------- | ------------- | ------ | ------ | ------- | ---------------- | ---------- | --- |
| Pennale Burschenschaft Normannia Winterberg | 10. April 1906 | \| \| \| \| \| \| weiß-grün-gold |               |        |        | PSC     | pflichtschlagend | Männer     | inaktiv; 1962 in Passau reaktiviert; fechten mit pennalen Säbel; Wahlspruch: Ehre, Freiheit, Vaterland! |
|                                             |                |                                  |               |        |        |         |                  |            | |
|                                             |                |                                  |               |        |        |         |                  |            | |
|                                             |                |                                  |               |        |        |         |                  |            | |